# Nawigacja terrestryczna
Nawigacja terrestryczna (od łac. terra – ziemia) – dział nawigacji morskiej – prowadzona przy zachowaniu widoczności lądu – ustalanie miejsca, w którym znajduje się statek, przy wykorzystaniu lądowych znaków nawigacyjnych lub charakterystycznych elementów topograficznych (wyspy, przylądki, szczyty gór, latarni morskich lub w dzień kształtu ich wież lub innych charakterystycznych, widocznych z morza obiektów, oznaczonych na mapach morskich i opisanych w wydawnictwach nawigacyjnych (locjach), jak wieże kościołów, kominy itp.).

## Rodzaje określanych pozycji
Ze względu na dokładność rozróżniamy pozycje:
- zliczona (PZ) – to miejsce statku liczone od ostatniej pozycji obserwowanej, a otrzymane na podstawie znajomości kursu rzeczywistego i przebytej drogi z uwzględnieniem oddziaływania wiatru i prądu. Pozycja ta jest obarczona wieloma błędami (błędy sterowania, pomiaru przebytej drogi, błędne poprawki na dryf i znos).
- prawdopodobna (PP) – wyznaczana na podstawie jednej linii pozycyjnej i pozycji zliczonej. Wykorzystywana w sytuacji gdy mamy tylko jeden obiekt do obserwacji (jedna linia pozycyjna).
- obserwowana (PO) (pozycja prawdziwa) – otrzymana na podstawie obserwacji obiektów brzegowych lub obserwacji ciał niebieskich. Żeby uzyskać pozycję obserwowaną należy dokonać co najmniej dwóch obserwacji. Jedna obserwacja umożliwia wyznaczenie tylko jednej linii pozycyjnej, a więc pozycja obserwowana, to miejsce przecięcia co najmniej dwóch linii pozycyjnych.

Podstawowe linie pozycyjne:
- z namiaru,
- z odległości,
- z głębokości.

## Określanie pozycji obserwowanej

### Z dwóch namiarów niejednoczesnych
Metoda wykorzystywana jeśli obserwujemy tylko jeden obiekt, wykonuje się namiary w odstępie czasu pozwalającym na uzyskanie kąta pomiędzy namiarami w granicach 30°–150°. Po wykonaniu pierwszego namiaru mierzy się przebytą drogę do czasu wzięcia drugiego namiaru. Należy wykreślić oba namiary i odłożyć przebytą drogę z punktu, na który się namierzaliśmy (zgodnie z naszym KDd). Z tego punktu wykreślamy linię równoległą do pierwszego namiaru, a przecięcie tej linii z linią drugiego namiaru daje nam pozycję obserwowaną (PO).

### Z dwóch namiarów jednoczesnych
Należy wykonać namiar na dwa różne obiekty, a następnie odłożyć namiary na mapie. Punkt przecięcia obydwu namiarów daje nam pozycję obserwowaną (PO).

### Z namiaru i odległości
Za pomocą sekstantu wyznacza się kąt pomiędzy podstawą obiektu namierzanego i jego najwyższym punktem. Znając wysokość obiektu (np. latarni morskiej), można obliczyć odległość od niej za pomocą następującego wzoru:
{\displaystyle r=h\cdot \operatorname {ctg} (x),}
gdzie:
{\displaystyle r} – odległość od obiektu,
{\displaystyle h} – wysokość obiektu,
{\displaystyle x} – kąt pomiędzy podstawą a najwyższym punktem tego obiektu.
Jednocześnie za pomocą kompasu wyznacza się kąt pomiędzy północą a namierzanym obiektem.
W celu wyznaczenia pozycji na mapie, przez punkt, w którym znajduje się namierzany obiekt, rysujemy na mapie za pomocą kątomierza prostą pod wyznaczonym kątem w stosunku do kierunku północnego. Następnie w kierunku przeciwnym niż kierunek obserwacji odmierzamy w skali mapy wyznaczoną odległość. Tak wyznaczony punkt jest aktualną pozycją na mapie.

### Z namiaru i głębokości
Metoda polegająca na wykonaniu kilku sondowań (pomiarów głębokości) i namiaru na jeden obiekt. Na mapie należy sprawdzić przebieg izobat zmierzonych głębokości, a przecięcie z nimi wykonanego namiaru daje nam pozycję obserwowaną (PO).